# Curuá
Curuá este un oraș în Pará (PA), Brazilia.